# Barłakskij
Barłakskij (ros. Барлакский) – osiedle w Rosji, w obwodzie nowosybirskim, w rejonie moszkowsk. W 2010 liczyło 419 mieszkańców.